# ブスの瞳に恋してる
『ブスの瞳に恋してる』（ぶすのひとみにこいしてる）は、鈴木おさむが、赤裸々な新婚生活を自ら綴ったエッセイおよび、それを原作とするテレビドラマ、漫画作品。略称『ブス恋』。

## 書籍
マガジンハウス刊。元々鈴木が実家のことなどをつづったPOPEYEの連載を結婚を機に現在のタイトルに変更している。
- ブスの瞳に恋してる ISBN 4-8387-1528-5
- ブスの瞳に恋してる2 ISBN 4-8387-1675-3
- ブスの瞳に恋してる3 ISBN 978-4838721023
- ブスの瞳に恋してる4 ISBN 978-4838724789

## 漫画版

### 漫♡画太郎版
「ヤングチャンピオン」2005年22号から2006年23号まで漫♡画太郎作画で連載。
書籍版を下敷きにしているものの、内容は作者の作風が強く出ており、原作ともドラマ版ともテイストの異なった作品になっている。作者がオチとして多用する古いアパートの階段から足を滑らせ転落、トラックに轢かれると言うパターンはこの作品が初出である。
連載序盤で美幸とモンゴ竜が入れ替わったことが示唆されているが、劇中では誰もそのことに気づかぬまま最終回を迎えた。
1. ISBN 4-253-14788-7
2. ISBN 4-253-14789-5
3. ISBN 978-4-253-14790-3
4. ISBN 978-4-063-82402-5

#### 漫♡画太郎版の登場人物
鈴木おさむ
放送作家。作中では眼鏡をかけている。女性の魅力は面白いか否かだと考えており、オナラをひっかけてリアクションのよかった女性としか付き合わない。
大島美幸
おさむの嫁。ケツ顎。冒頭で身長166cm・体重80kgと明記されているが、実際には2mほどの巨体に描かれる。特技は三段腹で腹にタバコを挟むこと。全裸になることが多いからか、作中ではやたら猥褻犯として捕まる。
大島の家族
栃木に住み農業を営む小作人一家。美幸を含む全員が全裸で踊ることを好む。
若手芸人A
鈴木の運転手、打ち上げの司会、遊興試合のレフリーなどなど、広く雑用をこなす。美幸の実家で酔っ払った挙句全裸で踊り出すなど、ハメを外しやすい性格。
警官
美幸とおさむの熱愛の現場に訪れては、よく美幸を逮捕する。二人一組のことが多い。
おさむの両親
やたら常識を重んじる厳格な両親。しかし常に半裸である。
鈴木あつ子
おさむの姉。2人の子持ち。画太郎漫画にあっても常識的な風貌をしている、数少ない人物。
おタカ
おさむ行き着けのマッサージ屋のばばあ。おさむに正しいSEXの仕方を仕込む。
モンゴ竜
3年前に相撲取りになるため相撲部屋「くそべや」に入門したモンゴル人。三日で部屋を脱走したが、捕まって戻された後に横綱に登りつめる。

### ブスの瞳に恋してる〜TRUE LOVE編
「ザ・デザート」（講談社）2006年7月号に掲載（作画：平田京子）。内容は書籍版に準拠。
- コミックス ISBN 4-06-365390-0

## テレビドラマ
2006年4月11日から6月27日まで関西テレビ放送の制作によりフジテレビ系の「火曜22時枠」で毎週火曜日22:00 - 22:54に放送された。主演は稲垣吾郎。

### 概要
恋人で後に妻になる女性の役を、連続ドラマ初出演となる村上知子が演じる。ドラマは実話を基にしているドラマではあるが、書籍版とは大きく設定も話そのものも異なるためにあくまで「実話を基にしたフィクションである」ことを念頭におく必要がある。
ワンセグではデータ放送連動企画として「ブス川柳」を募集していた。放送時間中にブスにまつわる川柳を募集し、翌週には優秀作品が発表される。放送作家に関係するドラマということもあってか、ひねった内容の川柳なども多く、双方向のメディアエンタテインメント性を模索している。
オープニングタイトルのアニメーションには、村上隆がデザインを手がけたオリジナルキャラクターの「イケばな」「ぶさばな」「ぶさばなシスターズ」が登場する。ただし再放送では、最終回の結婚式でのおさむと美幸のキスシーンに番組タイトルをかぶせたものにオープニングが差し替えられている。
劇伴は、同枠で前クールに放送された『アンフェア』に引き続き、住友紀人が担当する。

### あらすじ
主人公の山口おさむはバラエティ番組などを手掛ける売れっ子放送作家。構成を担当する番組は高視聴率の連発が続く。超美人モデルの蛯原友美と付き合っていたが、ひょんなことから、おさむは群馬県から上京してきた女優の卵・太田美幸に一目惚れする。
ドラマは、おさむと美幸の出逢いから結婚するまでの道のりを描いたヒューマン・ラブコメディとなっている。

### キャスト

#### 主要人物
山口 おさむ〈31〉
演 - 稲垣吾郎
バラエティ番組を中心に活躍する人気構成作家。見た目の美醜に拘らず、美幸をスカウトする。
太田 美幸〈25〉
演 - 村上知子
女優の卵で、“どすこいラーメン”のアルバイト。明るく奔放な性格であるが、恋愛経験がない。一度は事務所をクビにされるが、その後お笑い芸人として生きていく決意をする。

#### おさむの関係者
蛯原 友美〈25〉
演 - 蛯原友里
おさむの恋人。女性ファッション誌専属のトップモデル。
藤原 美也子〈29〉
演 - 井川遥
女優の卵だった頃、おさむと真剣に付き合っていたが、突然、業界からもおさむの元からも姿を消した。のちに脚本家へ転身。
山口 恵美子
演 - 朝丘雪路（第10 - 最終話）
おさむの母で生花の家元。のちに友美が彼女の生花教室に通い始める。

#### 関東中央テレビ・バラエティーセンター
竹田 武〈35〉
演 - 大森南朋
おさむが構成作家として担当する『ズバット×ズバット』プロデューサー。『ズバット×ズバット』は『SMAP×SMAP』を基にしている。
斎藤 三郎〈45〉
演 - 相島一之
関東中央テレビの敏腕プロデューサー。担当番組は『むちゃデス!』。『めちゃ²イケてるッ!』を基にしたもの。
上島 聡〈42〉
演 - 松重豊
関東中央テレビのプロデューサー。
松本 良二〈27〉
演 - 忍成修吾
新人の構成作家。おさむを尊敬し、慕っている。
佐藤 一恵
演 - 矢松亜由美
『ズバット×ズバット』の番組デスク。
吉田 幸佑
演 - 米原幸佑
『ズバット×ズバット』のAD。

#### 美幸のルームメイト
佐々木 翔子〈25〉
演 - MEGUMI
美幸のルームメイト。かわいくて頭もいい。
寺島 弥生〈27〉
演 - 滝沢沙織
美幸のルームメイト。美人だが、年齢的に限界が近づいているコンパニオン。

#### どすこいラーメン
里中 花子〈49〉
演 - 室井滋
店主。10年前に先立たれた夫のラーメンの味を守り続ける。
清水 浩太〈21〉
演 - 加藤成亮
アルバイト。美幸を慕っている。
日野陽仁（本人役）
常連客の俳優。

#### 太田家
太田 絵里〈18〉
演 - 大沢あかね（第1 - 5・7、8・10 - 最終話）
美幸の妹。イマドキ女子高生。姉とは違い、芸能界に興味はないが、母に似た美少女で街を歩くと芸能事務所のスカウトに遭う。
太田 義男〈55〉
演 - 渡辺哲（第1 - 4・7、8・10 - 最終話）
美幸の父。美幸がブスに生まれたのは自分の責任と内心思っている。
太田 さと子〈48〉
演 - 高橋ひとみ（第1 - 5・7、8・10 - 最終話）
美幸の母。美人だが、この親にしてこの子ありのポジティブ母ちゃん。

#### その他
井之頭 宏〈40〉
演 - 佐藤二朗
美幸が所属する事務所の社長。
村田 元子 / 沢木 靖子
演 - 黒沢宗子/ 久保田磨希
お笑いコンビ・B2。井之頭が引き合わせた美幸を慕うようになり、やがてお笑いの世界に誘う。美幸加入後は、お笑いトリオ・B3に。
ジューシー中島
演 - 中島ヒロト
ラジオ番組『ナイトクルージング』のDJ。
柏木 雅人
演 - 林泰文
小田島 彬〈45〉
演 - 船越英一郎〔特別出演〕（第1、2話）
バラエティーからドラマに転向し、いまや映画も手掛ける人気脚本家。

#### ゲスト
第1話
- 女優 - ユンソナ

第4話
- ヘアースタイリスト - 山咲トオル
- 女子プロレスコーチ・コンドル真弓 - 北斗晶

第5話
- 占い師・ミセス熊岡 - 清水ミチコ
- 住職 - 山本小鉄

第6話
- “どすこいラーメン”の客・上條 - 山下真司
- レストランのマスター - マイク眞木
- 友美の事務所社長 - 岡まゆみ

第9話
- 関東中央テレビの警備員 - 長州小力

第10話
- 挿入歌を歌う謎の歌手 - MIYU
- 青木和代
- 坪内悟
- W-1グランプリ予選大会のMC - 丁半コロコロ
- W-1グランプリの出場者 - クルクルキューティクル（最終話）

第11話
- 美幸の友人・クミ（歌手を志す八百屋のアルバイト） - 倖田來未

最終話
- W-1グランプリ決勝大会のMC - アリtoキリギリス
- W-1グランプリ決勝大会のMC - 高樹千佳子
- タクシーの運転手 - マギー
- 結婚式場の係員・森本 - 徳井優
- 映画部プロデューサー・倉澤忠志（美也子に脚本の映画化をオファーするも断られる） - 鈴木ヒロミツ
- W-1グランプリ決勝大会の出場者 - ハリセンボン

### スタッフ
- 原作 - 鈴木おさむ「ブスの瞳に恋してる」（マガジンハウス）
- 脚本 - マギー
- 音楽 - 住友紀人
- 主題歌：倖田來未「恋のつぼみ」（rhythm zone）
- 挿入歌：MIYU（大島美幸）「ビューティフル・マインド」（R and C）
- TD・撮影 - 増井初明
- プロデューサー - 重松圭一、平部隆明（ホリプロ）
- 制作協力 - ホリプロ
- 制作著作 - 関西テレビ

### 放送日程
| 各話                                                       | 放送日         | サブタイトル                 | 演出     | 視聴率 |
| ---------------------------------------------------------- | -------------- | ---------------------------- | -------- | ------ |
| 第1回                                                      | 2006年4月11日  | 運命の愛と顔!?               | 三宅喜重 | 19.9%  |
| 第2回                                                      | 2006年4月18日  | ストーカーする!?             | 三宅喜重 | 17.4%  |
| 第3回                                                      | 2006年4月25日  | （秘）合コン大作戦!!         | 三宅喜重 | 16.3%  |
| 第4回                                                      | 2006年5月02日  | 好き! でも好き!              | 本橋圭太 | 16.7%  |
| 第5回                                                      | 2006年5月09日  | 三人の女ゆれる心             | 本橋圭太 | 16.4%  |
| 第6回                                                      | 2006年5月16日  | 誕生日には涙を…              | 三宅喜重 | 16.0%  |
| 第7回                                                      | 2006年5月23日  | 愛と夢を失う日               | 阿部雄一 | 15.2%  |
| 第8回                                                      | 2006年5月30日  | 私、芸人になる!              | 本橋圭太 | 14.3%  |
| 第9回                                                      | 2006年6月06日  | 哀しきプロポーズ             | 三宅喜重 | 14.8%  |
| 第10回                                                     | 2006年6月13日  | 僕と結婚してくれ             | 本橋圭太 | 12.6%  |
| 第11回                                                     | 2006年6月20日  | 最終決戦! VS美人             | 本橋圭太 | 15.5%  |
| 最終回                                                     | 2006年6月27日  | 最高の結婚式!                | 三宅喜重 | 15.7%  |
| 特別編                                                     | 2006年12月26日 | 恋の軌跡、愛の未来スペシャル | 三宅喜重 | 12.3%  |
| 平均視聴率 16.0%（視聴率は関東地区・ビデオリサーチ社調べ） |                |                              |          |        |

| 関西テレビ放送・フジテレビ系 火曜夜10時枠の連続ドラマ | 関西テレビ放送・フジテレビ系 火曜夜10時枠の連続ドラマ | 関西テレビ放送・フジテレビ系 火曜夜10時枠の連続ドラマ |
| 前番組                                                | 番組名                                                | 次番組                                                |
| ----------------------------------------------------- | ----------------------------------------------------- | ----------------------------------------------------- |
| アンフェア （2006.1.10 - 2006.3.21）                  | ブスの瞳に恋してる （2006.4.11 - 2006.6.27）          | 結婚できない男 （2006.7.4 - 2006.9.19）               |

### 関連番組
- SMAP×SMAP特別編 小さな恋のメロディ（2003年1月6日）
  - SMAP×SMAP特別編 小さな恋のメロディ リターンズ 〜ブスに恋する5秒前〜（2006年6月12日）※再編集版

美男と野獣（稲垣と村上）が一日一緒に過ごしたら恋が生まれるのかという恋愛実験リアリティ番組風味の企画。
オリジナルはドラマの数年前の放送だが、再放送はドラマの紹介がされた。
- 今夜あのカップルが帰ってくる!ブス恋SPが100倍楽しくなるナビ（2006年12月26日）

クリスマススペシャルの見所や出演者のインタビューなど。

## 配信ドラマ
『ブスの瞳に恋してる2019』（ブスのひとみにこいしてる2019）のタイトルで、2019年9月17日から11月5日までインターネットテレビ配信サービス「FOD」で配信された配信ドラマ。主演はEXILE NAOTO、ヒロインは富田望生。人気声優の男性と声優を目指すアルバイト女性の出会いから結婚、そして波乱万丈の結婚生活が描かれる。
2020年1月14日から3月3日までフジテレビのブレイクマンデー24枠で地上波放送された。

### キャスト（配信ドラマ）
鈴野理(すずの　おさむ)
演 - EXILE NAOTO
国民的人気声優。所属事務所が声優以外の分野で売り出そうとしているのを知り、困惑する。
大山美幸(おおやま　みゆき)
演 - 富田望生
ホームセンターに勤務するアルバイト。声優を目指しており、理との共演を夢見ている。
アリス
演 - 小宮有紗
理の恋人。
花山結花
演 - 佐藤晴美（E-girls / Flower）
美幸の友人。
重岡真一
演 - 駿河太郎
理が所属する芸能事務所の社長。

### スタッフ（配信ドラマ）
- 原作 - 鈴木おさむ 『ブスの瞳に恋してる』（マガジンハウス刊）
- 主題歌 - Dream Ami 『恋のつぼみ』（rhythm zone）
- 脚本 - 鈴木おさむ
- 音楽 - 鈴木ヤスヨシ
- 撮影 - 古川好伸、山崎一央
- 編集 - 神崎亜耶
- 声優指導 - 大森大樹、宇山玲加
- チーフプロデュース - 清水一幸（フジテレビ）
- プロデュース - 石川綾一（フジテレビ）
- プロデューサー - 渋谷未来（The icon）、山本梨恵（The icon）
- 演出 - 石井祐介（フジテレビ）、加治屋彰人
- 制作協力 - The icon
- 制作著作 - フジテレビ

### 配信・放送日程
| 話数  | 配信日         | 放送日        | サブタイトル                                         | 演出       |
| ----- | -------------- | ------------- | ---------------------------------------------------- | ---------- |
| 第1話 | 2019年09月17日 | 2020年1月14日 | 運命の出会い!?                                       | 石井祐介   |
| 第2話 | 09月24日       | 1月21日       | 僕と……本当に結婚して下さい                           | 石井祐介   |
| 第3話 | 10月01日       | 1月28日       | 私でいいんですか?                                    | 加治屋彰人 |
| 第4話 | 10月08日       | 2月04日       | バレたら……離婚!!                                     | 石井祐介   |
| 第5話 | 10月15日       | 2月11日       | 夢の新婚生活!?                                       | 石井祐介   |
| 第6話 | 10月22日       | 2月18日       | 誰かを好きになって結婚することが そんなにダメですか? | 加治屋彰人 |
| 第7話 | 10月29日       | 2月25日       | 愛してる…                                            | 石井祐介   |
| 第8話 | 11月05日       | 3月03日       | 私も、愛してます                                     | 石井祐介   |